# Debra Christofferson

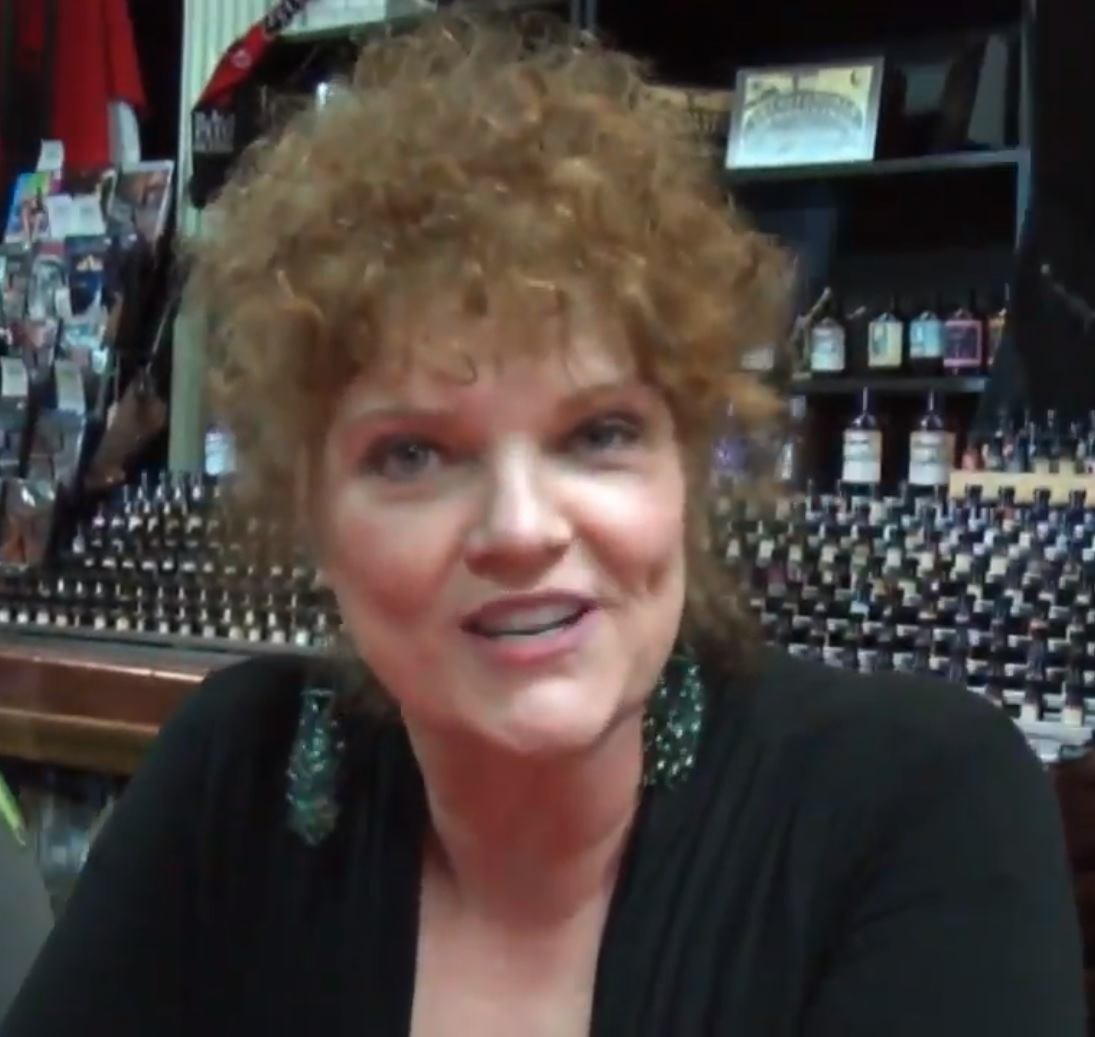
Debra Christofferson

Debra Christofferson (* 9. Januar 1963) ist eine US-amerikanische Schauspielerin.
Debra Christofferson ist seit Anfang der 1980er Jahre als Schauspielerin, überwiegend in Fernsehserien, tätig. 2000 spielte sie die Hauptrolle Georgia Owens im oscarnominierten Kurzfilm Seraglio. Ab 2003 war sie in der Serie Carnivàle als Lila Villanueva zu sehen. Ab 2016 spielte sie Kat Ogden in der Serie Outcast.

## Filmografie
- 1982: T. J. Hooker (Fernsehserie, Episode 2x10)
- 1984: Weekend Pass
- 1984: Der Ninja-Meister (The Master, Fernsehserie, Episode 1x03)
- 1984: The Investigators (Fernsehserie)
- 1985: Unter der Sonne Kaliforniens (Knots Landing, Fernsehserie, Episode 6x14)
- 1986: Mr. Sunshine (Fernsehserie, Episode 1x01)
- 1986: A Smoky Mountain Christmas (Fernsehfilm)
- 1987: Crime Story (Fernsehserie, Episode 1x20)
- 1987: Der Mann vom anderen Stern (Starman, Fernsehserie, Episode 1x19)
- 1989: Das Model und der Schnüffler (Moonlighting, Fernsehserie, Episode 5x11)
- 1991: The Gambler Returns: The Luck of the Draw (Fernsehfilm)
- 1992: Vier kriegen die Kurve (Round Numbers)
- 1994: Das Schweigen der Hammel (The Silence of the Hams)
- 1994: Eine schrecklich nette Familie (Married... with Children, Fernsehserie, Episode 8x22 Rücken wir zusammen)
- 1994: Dickwad (Kurzfilm)
- 1995: Unter dem Hula Mond (Under the Hula Moon)
- 1995–1996: Picket Fences – Tatort Gartenzaun (Picket Fences, Fernsehserie, 2 Episoden)
- 1996: Murder One (Fernsehserie, Episode 1x10)
- 1996: Cybill (Fernsehserie, Episode 2x19)
- 1996: JAG – Im Auftrag der Ehre (JAG, Fernsehserie, Episode 1x15 Hemlock)
- 1996: White Cargo
- 1996: Profiler (Fernsehserie, Episode 1x08)
- 1996–1997: New York Cops – NYPD Blue (NYPD Blue, Fernsehserie, 6 Episoden)
- 1997: Mike Hammer, Private Eye (Fernsehserie, Episode 1x03)
- 1997: Mäusejagd (MouseHunt)
- 1998: Der Hotelboy (The Jamie Foxx Show, Fernsehserie, Episode 2x15)
- 1998: Der lange Weg zur Wahrheit (The Patron Saint of Liars, Fernsehfilm)
- 1998: Mörderischer Pakt (The Lesser Evil)
- 1998: Palm Beach-Duo (Silk Stalkings, Fernsehserie, Episode 8x03)
- 1998: Restons groupés
- 1998: The Godson
- 1998: Der beste Vater der Welt (Billboard Dad)
- 1998: Mr. P’s Dancing Sushi Bar
- 1999: Der Onkel vom Mars (My Favorite Martian)
- 1999: Akte X – Die unheimlichen Fälle des FBI (The X-Files, Fernsehserie, Episode 6x15 Arkadien)
- 1999: Family Rules (Fernsehserie, Episode 1x01)
- 1999: Ally McBeal (Fernsehserie, Episode 2x20)
- 1999: Wild Wild West
- 1999: Oh Baby (Fernsehserie, Episode 2x06)
- 1999: Chicago Hope – Endstation Hoffnung (Chicago Hope, Fernsehserie, Episode 6x03)
- 1999: Hard Time: Hostage Hotel (Fernsehfilm)
- 2000: Seraglio (Kurzfilm)
- 2000: G vs E (Fernsehserie, Episode 2x10)
- 2000: Just Shoot Me – Redaktion durchgeknipst (Just Shoot Me!, Fernsehserie, Episode 4x23)
- 2000: Die glorreichen Sieben (The Magnificent Seven, Fernsehserie, Episode 2x13)
- 2001: Lady Cops – Knallhart weiblich (The Division, Fernsehserie, Episode 1x02)
- 2001: Diagnose: Mord (Diagnosis: Murder, Fernsehserie, Episode 8x11)
- 2001: First Years (Fernsehserie, Episode 1x06)
- 2001: Stealing Time
- 2001: Dharma & Greg (Fernsehserie, Episode 5x09)
- 2001: The Day the World Ended – Tod aus dem All (The Day the World Ended, Fernsehfilm)
- 2001: Taking Back Our Town (Fernsehfilm)
- 2002: Weißer Oleander (White Oleander)
- 2002: For the People (Fernsehserie, Episode 1x209)
- 2003: Kate Fox & die Liebe (Miss Match, Fernsehserie, Episode 1x09)
- 2003–2005: Carnivàle (Fernsehserie, 23 Episoden)
- 2005: CSI: Vegas (CSI: Crime Scene Investigation, Fernsehserie, Episode 5x16 Die Last der Liebe)
- 2006: Jesse Stone: Totgeschwiegen (Jesse Stone: Death in Paradise, Fernsehfilm)
- 2007: Side Order of Life (Fernsehserie, Episode 1x01)
- 2007: Ich weiß, wer mich getötet hat (I Know Who Killed Me)
- 2007: Grey’s Anatomy (Fernsehserie, Episode 4x03 Die Wahrheit tut weh)
- 2007: I Am an Alien (InAlienable)
- 2008: Der fremde Sohn (Changeling)
- 2008: Rodney (Fernsehserie, Episode 2x22)
- 2008: Turnover (Kurzfilm)
- 2008: Weeds – Kleine Deals unter Nachbarn (Weeds, Fernsehserie, Episode 4x11)
- 2008: Bones – Die Knochenjägerin (Bones, Fernsehserie, Episode 4x04 Die toten Teile im tiefroten Teich)
- 2010: The Mentalist (Fernsehserie, Episode 2x11)
- 2012: Navy CIS (Navy NCIS, Fernsehserie, Episode 10x05 Leroy Jethro)
- 2012: American Horror Story (Fernsehserie, Episode 2x07 Engel des Todes)
- 2013: Southland (Fernsehserie, Episode 5x05)
- 2014: Murder of a Cat
- 2014: Schatten der Leidenschaft (The Young and the Restless, Fernsehserie, 4 Episoden)
- 2015: 1915
- 2015: A Deadly Adoption (Fernsehfilm)
- 2015: Rectify (Fernsehserie, Episode 3x05)
- 2015–2016: 100 Dinge bis zur Highschool (100 Things to Do Before High School, Fernsehserie, 5 Episoden)
- 2016: Longmire (Fernsehserie, 2 Episoden)
- 2016–2017: Outcast (Fernsehserie, 6 Episoden)
- 2017: SEAL Team (Fernsehserie, Episode 1x06)
- 2018: The Fosters (Fernsehserie, 2 Episoden)
- 2018: Doe
- seit 2018: 9-1-1: Notruf L.A. (9-1-1, Fernsehserie)
- 2019: Mayans M.C. (Fernsehserie, Episode 2x03)
- 2025: Redux Redux